# Faverolles-lès-Lucey
Faverolles-lès-Lucey é uma comuna francesa na região administrativa da Borgonha-Franco-Condado, no departamento de Côte-d'Or. Estende-se por uma área de 8,5 km². Em 2010 a comuna tinha 31 habitantes (densidade: 3,6 hab./km²).